# Zavináč (jídlo)
Zavináč je zavinutý řez ze sledě a zeleniny, naložený v kyselém nálevu. 

## Historie

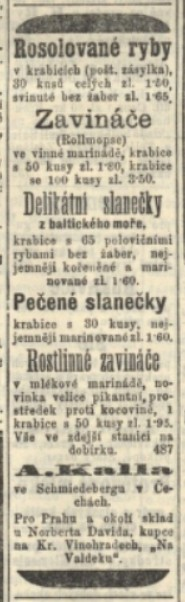
Dobová reklama na zavináče (1894)

Jídlo pochází ze Severní Evropy, do Českých zemí se dostalo z Německa, kde bylo pod názvem Rollmops obzvláště oblíbené v 19. století.
V češtině se výraz zavináč spolu s německým Rollmops běžně používal již v 19. století. Tradičně se do českých zemí dovážejí ryby, finální výrobek vzniká v tuzemsku.

## Význam a použití
Společně s utopencem a nakládaným hermelínem patří k nejzákladnějším položkám české studené kuchyně, tedy jídel podávaných často i v těch hospodách, kde se teplá jídla nevaří, případně i v době, kdy se hotová jídla ani minutky nepodávají. Jako chuťovka k pivu či vínu se však zavináč podává i v restauracích s plným sortimentem.
Zavináče se prodávají i v prodejnách potravin či polotovarů, tedy i mimo stravovací zařízení. Zpravidla se jedná o maso ze sledě.

## Výroba a složení
Surový sleď se při přípravě očistí a nakrájí na plátky (filé). Následně se naloží asi na 24 hodin do solného roztoku. Jinou variantou je plátky nasolit a nechat 3–4 dny uležet v dóze. Po proprání na další asi dva až čtyři dny do roztoku octu (tato fáze je podle některých zdrojů ideální pro odstranění hlavy, ploutví a páteře).
Po dalším proprání se maso i s kůží nakrájí na pruhy, na něž se vloží zelenina (kysané zelí, cibule, okurka, předem uvařená kořenová zelenina atd.). Obložené pásy masa se zavinou a zajistí se tak, že se propíchne párátkem. Často se užívají dvě párátka propíchnutá křížem. Zavinuté se uloží na dobu nejméně 3 dnů do octového nálevu obsahujícího vodu, ocet, sůl, cukr, případně sladidlo a koření (například bobkový list, nové koření, pepř). Podle některých receptů se zavináče vůbec předem nezavinují, ale ingredience se rovnou po vrstvách vkládají do sklenice.
Následně se uležený zavináč podle některých receptů ještě několik minut povaří a po vychladnutí zalije, může se zalít například olivovým olejem.

## Přenesení názvu
Název tohoto jídla se v češtině podle jeho tvaru vžil i jako označení pro znak @, který se používá zejména v e-mailových adresách.